# Fermín Lucas Giménez
Fermín Lucas Giménez   (Burgo de Osma-Ciudad de Osma, 4 d'octubre de 1947) és un enginyer aeronàutic, polític i executiu espanyol. Diputat de la tercera i quarta legislatures de l'Assemblea de Madrid pel Partit Popular, va ser director general d'IFEMA entre 1998 i 2016.

## Biografia
Nascut el 4 d'octubre de 1947 al El Burgo de Osma (província de Sòria), és germà menor de Juan José Lucas. És enginyer aeronàutic de professió.
Nombre 31 de la llista del Partit Popular (PP) per a les eleccions a l'Assemblea de Madrid de 1991, es va convertir en diputat de la tercera legislatura del Parlament regional. Va repetir com a candidat a diputat autonòmic en les eleccions de 1995 (aquesta vegada al número 44 de la llista popular) i va resultar reelegit diputat per a la cinquena legislatura. Proposat el 1998 com a candidat de consens entre Ajuntament i Comunitat de Madrid per succeir a Luis Arranz com a director general d'IFEMA, el seu nomenament va ser ben acollit per tots els grups parlamentaris a l'Assemblea de Madrid. Lucas, que consegüentment va ser baixa com a diputat regional a l'abril de 1998, va ser reemplaçat per Alejandro Magán de Torres. Va exercir com a director general d'IFEMA, durant 18 anys, fins a juliol de 2016.